# 丁锦辉
丁锦辉（1989年10月27日—），出生于浙江缙云的一个小村子里。曾为浙江稠州银行篮球运动员，可以打大前锋和小前锋两个位置，后因被查出患上病毒性心肌炎，无法承受高强度训练，最终在2016年退役，转型为助理教练。
丁锦辉场上作风顽强，争夺篮板十分拼命，有“樱木花丁”的称号，亦被现任男篮主教练邓华德称赞为“斗牛犬”。
2003年，经缙云县体育局推荐，来到浙江省体校，2004年进入浙江万马青年队队。2006年正式进入CBA，开始了职业生涯。
2010年9月，随中国男篮参加了世界篮球锦标赛。

## 2012年奥运会
2012年奥运会比赛中，中国队在小组赛中先后输给西班牙、俄罗斯、澳大利亚、巴西等，小组赛未能出线。

## 外部連結
- 丁锦辉在fiba.basketball（英语）
- 丁锦辉在archive.fiba.com（存檔）（英语）
- 丁锦辉在中国男子篮球职业联赛官網
- 丁锦辉在Basketball-Reference.com（國際）（英语）
- 丁锦辉在Eurobasket.com（球員）（英语）
- 丁锦辉在Proballers（英语）
- 丁锦辉在RealGM（英语）
- 丁锦辉在Olympedia（英语）